# フラルキ区
フラルキ区（フラルキく）は、中華人民共和国黒竜江省チチハル市に位置する市轄区。
全国156箇所の開発が進められた「一五」期間、この区もそのうちの一つとなり北鋼、電廠（発電所）など3項目の建設投資がされた。以後50年来、フラルキは重機械、特殊鋼、電力、石炭工業、紡織、建材などで北方の工業重鎮となっている。

## 地理
フラルキ区はチチハルの中心市街の37km南西の嫩江西岸に位置する。

## 歴史
フラルキはダウール語で「赤い岸」を意味するフラン・エルギ（呼蘭額日格）が転訛したものである。
清初に集落形成され、チチガル副都統の管轄とされた。清末に東清鉄道が開通すると富拉爾基駅が設置され都市形成が進行、1926年には人口1,800人となり、竜江県の管轄とされた。満洲国時代に富拉爾基堡、後に富拉爾基村が設置されている。
1946年6月、竜江県政府が富拉爾基区を設置、後に第一区と改称され竜江県治が設置された。1954年10月にチチハル市に移管され富拉爾基区と改編された。

## 民族
漢族、ダウール族、回族、満族、朝鮮族など16の民族が住む。

## 行政区画
下部に8街道、1郷、1民族郷を管轄：
- 街道弁事処：紅岸街道、沿江街道、電力街道、幸福街道、紅宝石街道、北興街道、鉄北街道、和平街道
- 郷：長青郷
- 民族郷：ドゥルメンチン・ダウール族郷（杜爾門沁達斡爾族郷）

## 経済
豊富な鉱産資源を背景に大中企業が数多く登記されている。中国第一重型機械集団有限責任公司と富拉爾基発電総廠、北満特鋼、黒化集団などの所在地となっている。

## 交通

### 鉄道
- 中国国家鉄路集団
  - 中国鉄路ハルビン局集団公司
    - 浜洲線（ハルビン方面）- フラルキ駅 - 虎爾虎拉駅（中国語版） -（満洲里方面）

### 道路
- 省道
  -  302省道

- 県道
  -  043号県道
  -  044号県道

## 健康・医療・衛生
- チチハル医学院第一附属医院（中国語版）
- チチハル市フラルキ区中医医院
- チチハル市フラルキ区婦幼保健站